# 쉬웨이룬
쉬웨이룬(중국어: 許瑋倫, 병음: Xǔ Wěilún, 한자음: 허위륜, 영어: Beatrice Hsu 비어트리스 수[*], 1978년 11월 13일 ~ 2007년 1월 28일)은 중화민국의 배우이다. 타이베이 출신으로 2007년 1월 26일 밤 타이중시 인근에서 교통사고를 당해 병원으로 옮겨졌으나 이틀 만에 숨을 거뒀다.